# Tao Nørager
Tao Nørager (født 1974) en dansk filminstruktør der har skabt flere dokumentarfilm.
Nørager er uddannet fra Den Danske Reklameskole i 2003 og fra Kort & Dokumentar Filmskolen i 2005.
Nøragers dokumentar Zusa Street fra 2015 skildrer den københavnske graffitikunstner Anders Thordal, der på trods af fremskreden sclerose stadig laver Street art med støtte fra sine handicaphjælpere.

## Filmografi
- De Personlige (2005)
- Bible Black: Five Days with Andrew Mackenzie (2011)
- True Family (2012)
- Zusa Street (2015)